# Pertusaria rigida
Pertusaria rigida är en lavart som beskrevs av Müll. Arg. Pertusaria rigida ingår i släktet Pertusaria och familjen Pertusariaceae.   Inga underarter finns listade i Catalogue of Life.